# كسبة
كسبة بسكون الكاف وكسر السين وتشديد الباء. هو أحد أنواع التمور التونسية، يكون جافا، ولذلك فقد كان يتاجر به. وهو ذو شكل مستدير، وبسره وتمره أصفران. وينضج في شهر سبتمبر.